# Wisła
Wisła (łac. Vistula) – najdłuższa rzeka Polski, a także najdłuższa rzeka uchodząca do Morza Bałtyckiego, o długości 1022 km. Wpływa do Zatoki Gdańskiej, a jej średnioroczny przepływ w odcinku ujściowym wynosi 1046 m³/s.
Długość Wisły podawana w źródłach ulega zmianie na przestrzeni lat. Do 2009 Główny Urząd Statystyczny podawał, że rzeka ta ma 1047 km długości, natomiast w 2010 GUS podał nową długość, wynoszącą 1022 km, która została wyliczona na podstawie mapy cyfrowej podziału hydrograficznego Polski. Długość Wisły wynoszącą 1022 km GUS podawał także w kolejnych latach. Według pomiarów z 2005 roku Wisła ma długość 1023,5 km, natomiast niektóre współczesne opracowania naukowe nadal podają tę wcześniejszą długość (np. 1047,5 km w pracy z 2021). Kilometraż Wisły nie jest liczony od jej źródeł, lecz od ujścia Przemszy, a więc miejsca w pobliżu początku jej funkcji jako drogi wodnej. W tym ujęciu jej ostatni, ujściowy punkt to kilometr 941.

## Historia nazwy

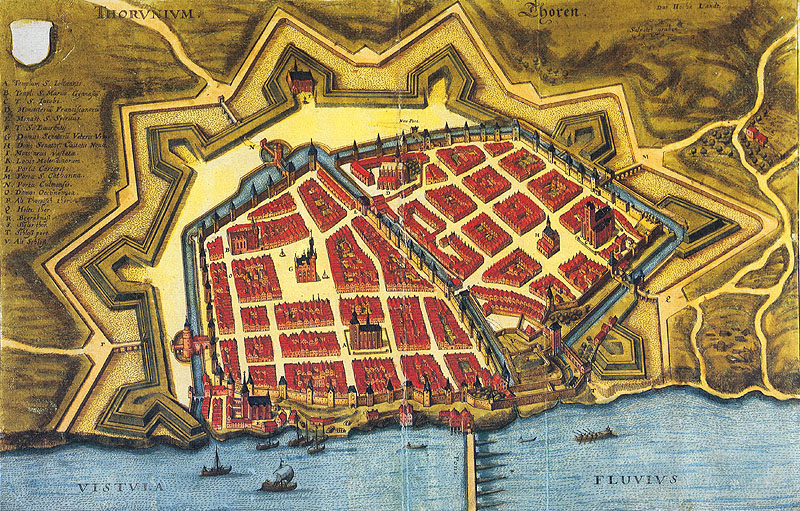
Toruń z Wisłą według Meriana z 1641

Hydronim „Wisła” ma ponad 2000 lat. Pierwsza wzmianka spisana po łacinie pochodzi z 7–5 r. p.n.e. i znajduje się na wystawionej w Porticus Vipsania mapie Marka Agrypy oraz w Historii naturalnej Pliniusza Starszego, który nazwał rzekę Viscla. Od V wieku Vistla (Divisio orbis terrarum). W okresie tym dorzecze Wisły zasiedlone było od południa przez plemiona celtyckie, a od północy przez plemiona wschodniogermańskie.
W wiekach od II do IV występuje nazwa Viscla (Gajusz Juliusz Solinus, Pliniusz Starszy, Klaudiusz Ptolemeusz). Ptolemeusz podał także nazwy i siedziby plemion nad Wisłą: Wenedów, Gythonów, Galindów. Wisła u rzymskich historyków uchodziła do Morza Swebów (łac. Mare Suebicum, Tacyt I wiek), czyli Bałtyku, a ściślej Zatoki Wenedzkiej (II wiek), czyli obecnej Zatoki Gdańskiej – de internis eius partibus Alba, Guthalus, Viscla amnes latissimi praecipitant in oceanum. W germańskiej tradycji pisanej (Widsidh) nadwiślańskie lasy są ojczyzną Wandalów, Sasów i innych plemion germańskich, chociaż w rzeczywistości ludy te pochodzą z południowej Skandynawii.
Wincenty Kadłubek nazywał Wisłę Vandalus, wyprowadzając nazwę rzeki od imienia Wandy, a tę od wyrazu vanduo, oznaczającą w języku litewskim wodę, podobnie jak Ouiádou (=woda, rzeka) Ptolemeusza (rzeka Odra). Natomiast Jan Długosz w Rocznikach, czyli kronikach sławnego Królestwa Polskiego (1455–1480) nazywa Wisłę „rzeką Białą”: a nationibus orientalibus Polonis vicinis, ab aquae condorem Alba aqua... nominatur.
Najdawniejszą formę można próbować odtwarzać jako *Wīstlā, czy wykazać związek z pierwiastkiem *weys „płynąć”, lecz z braku nawiązań w toponimii i braku morfemu *Wīstl- w historycznych językach, można przyjąć, że jest to nazwa przejęta przez ludy indoeuropejskie od wcześniejszych mieszkańców.

## Przebieg i dorzecza

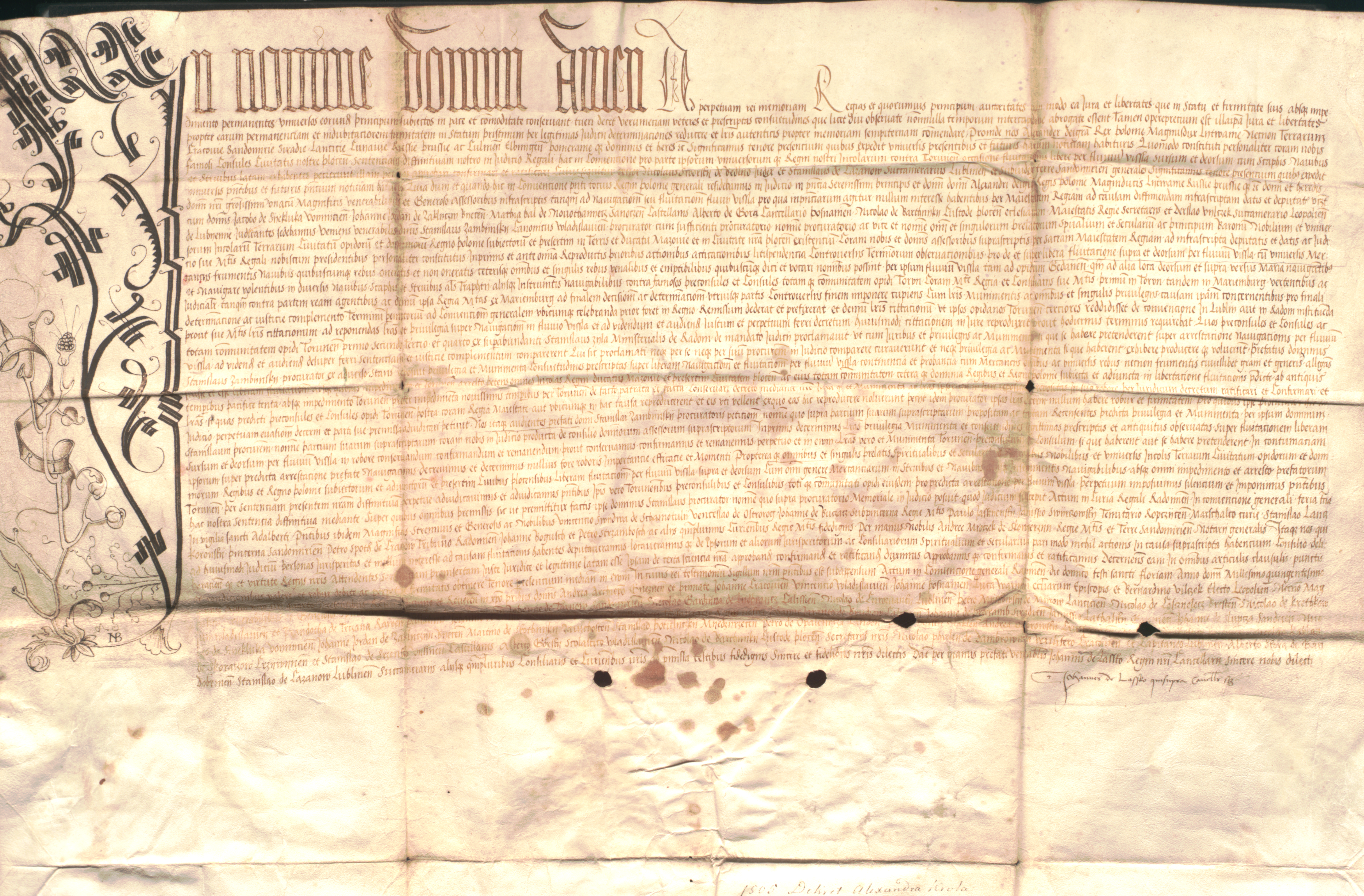
Aleksander, król polski, stwierdza, że żegluga po Wiśle jest wolna dla wszystkich (1505).

Źródła rzeki znajdują się w południowej Polsce, na wysokości 1107 m n.p.m. (Czarna Wisełka) i 1080 m n.p.m. (Biała Wisełka), na zachodnim stoku Baraniej Góry w Beskidzie Śląskim.

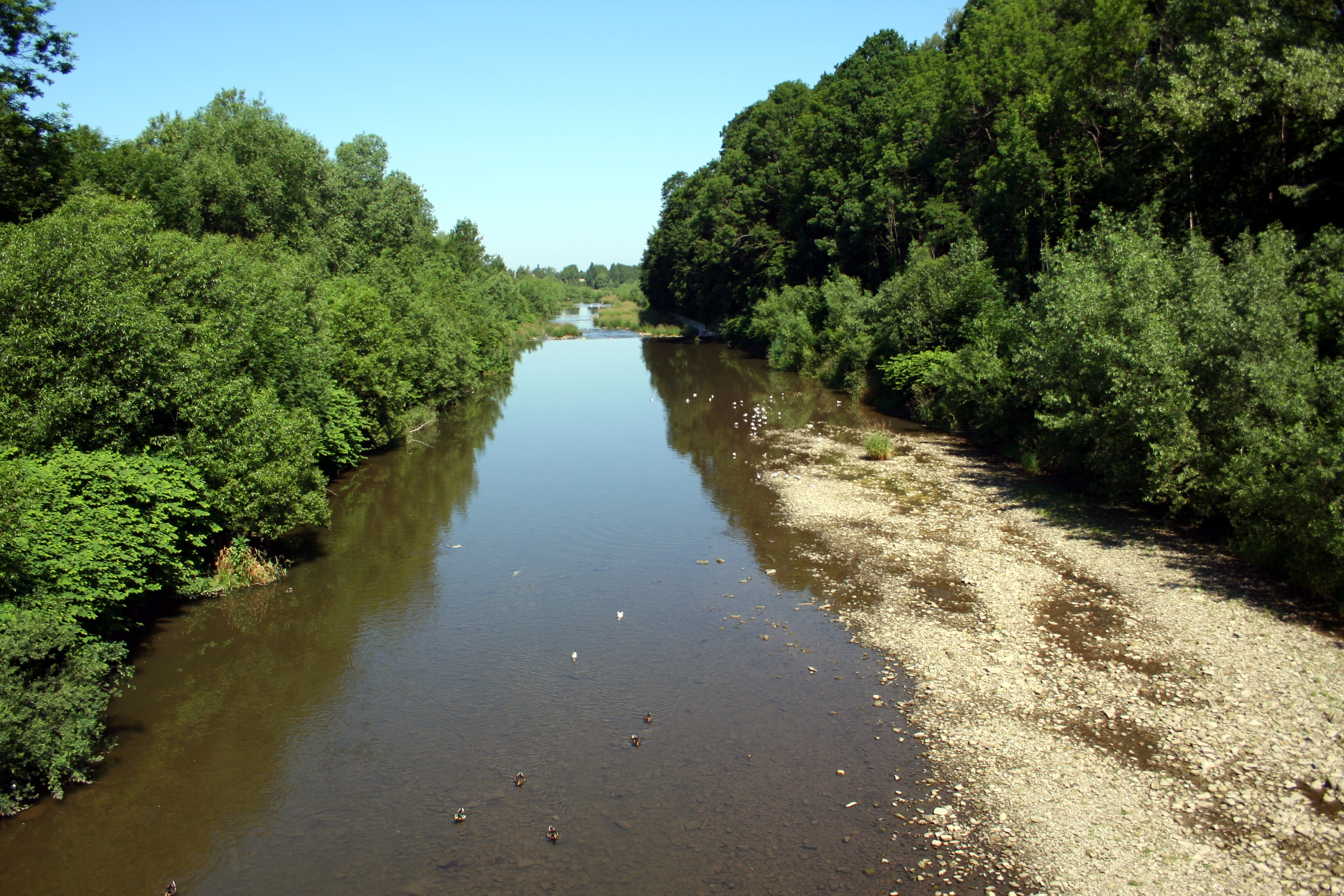
Wisła w Ustroniu

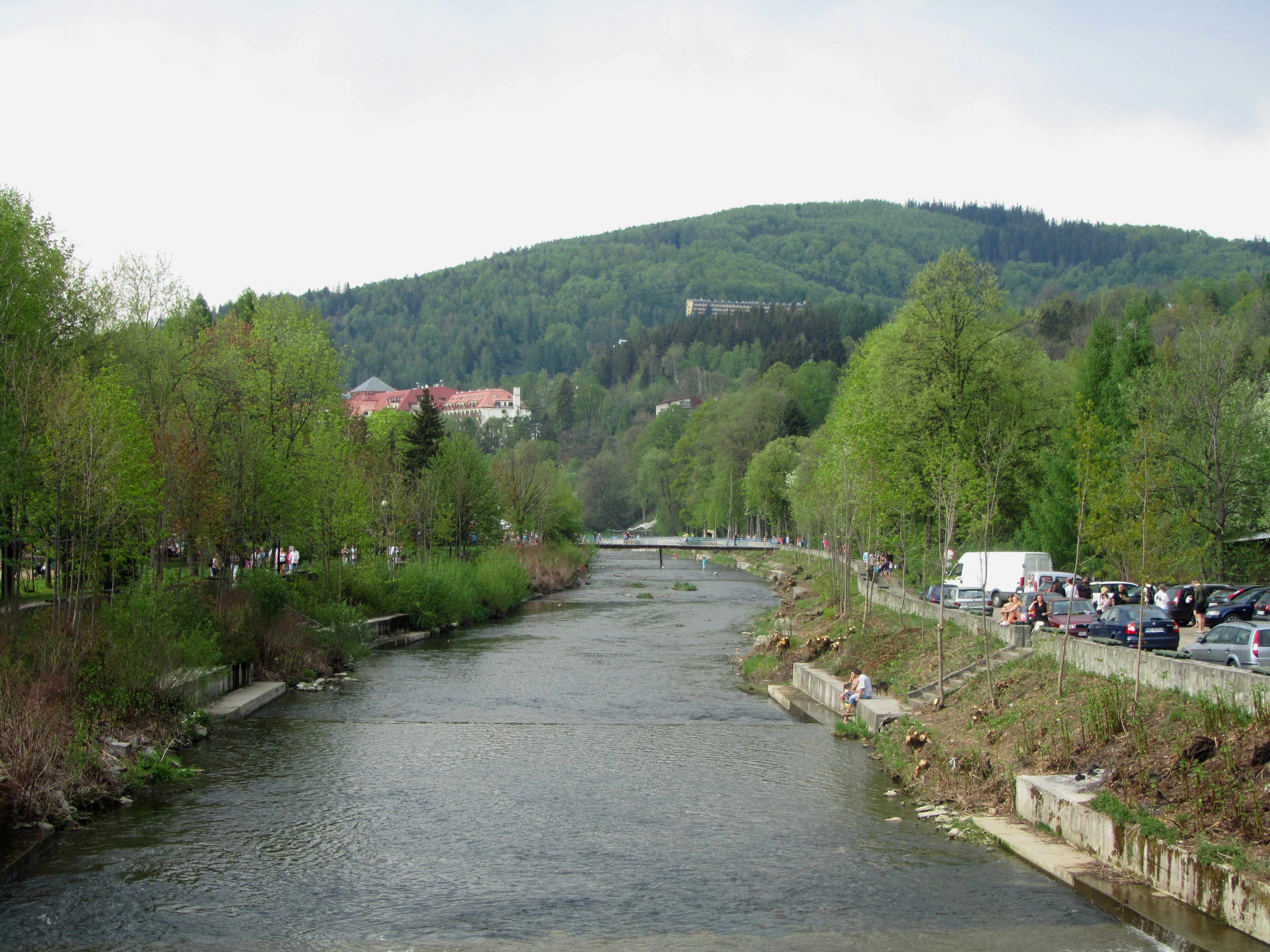
Wisła płynąca przez miasto Wisłę

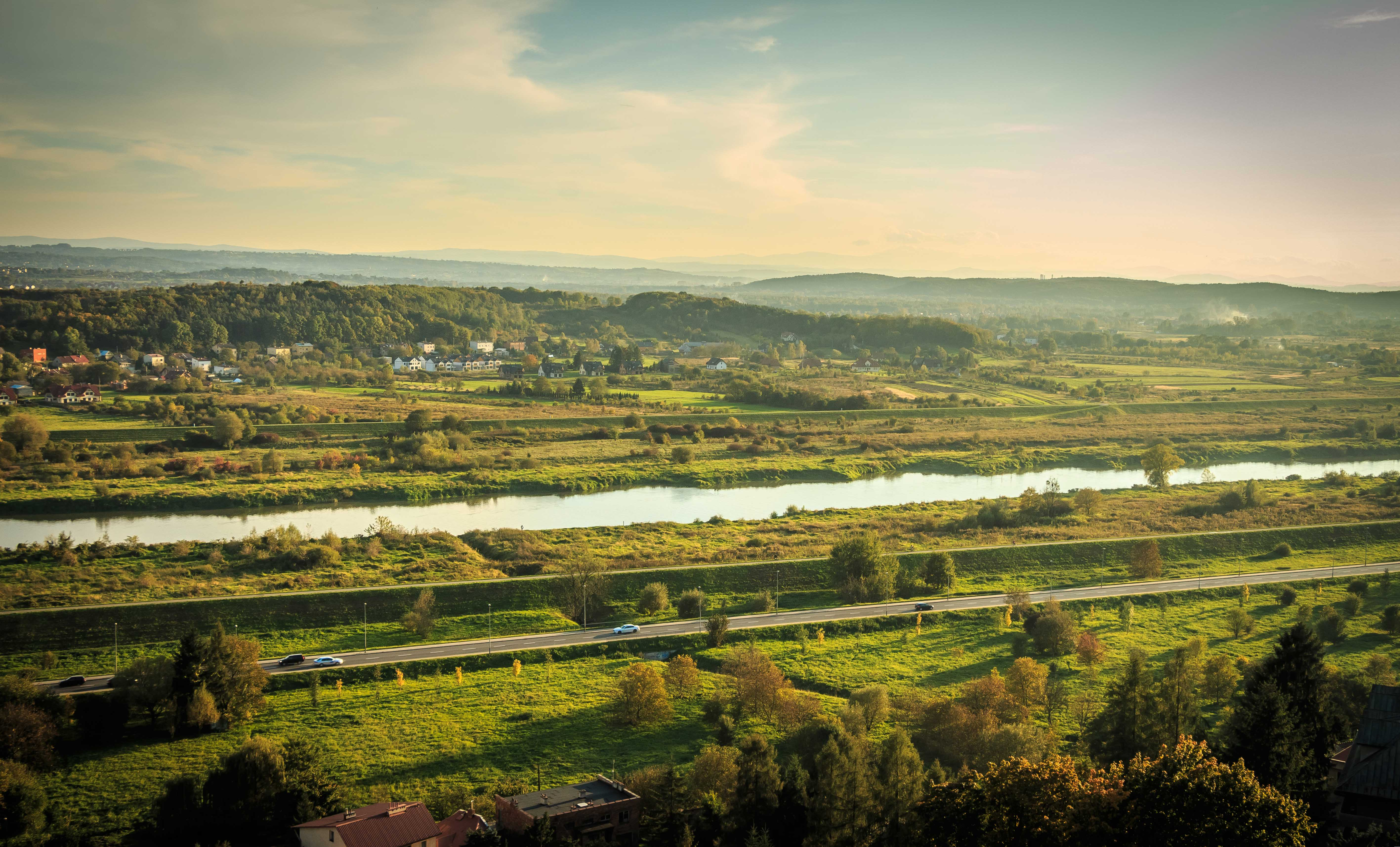
Wisła przy zamku w Przegorzałach

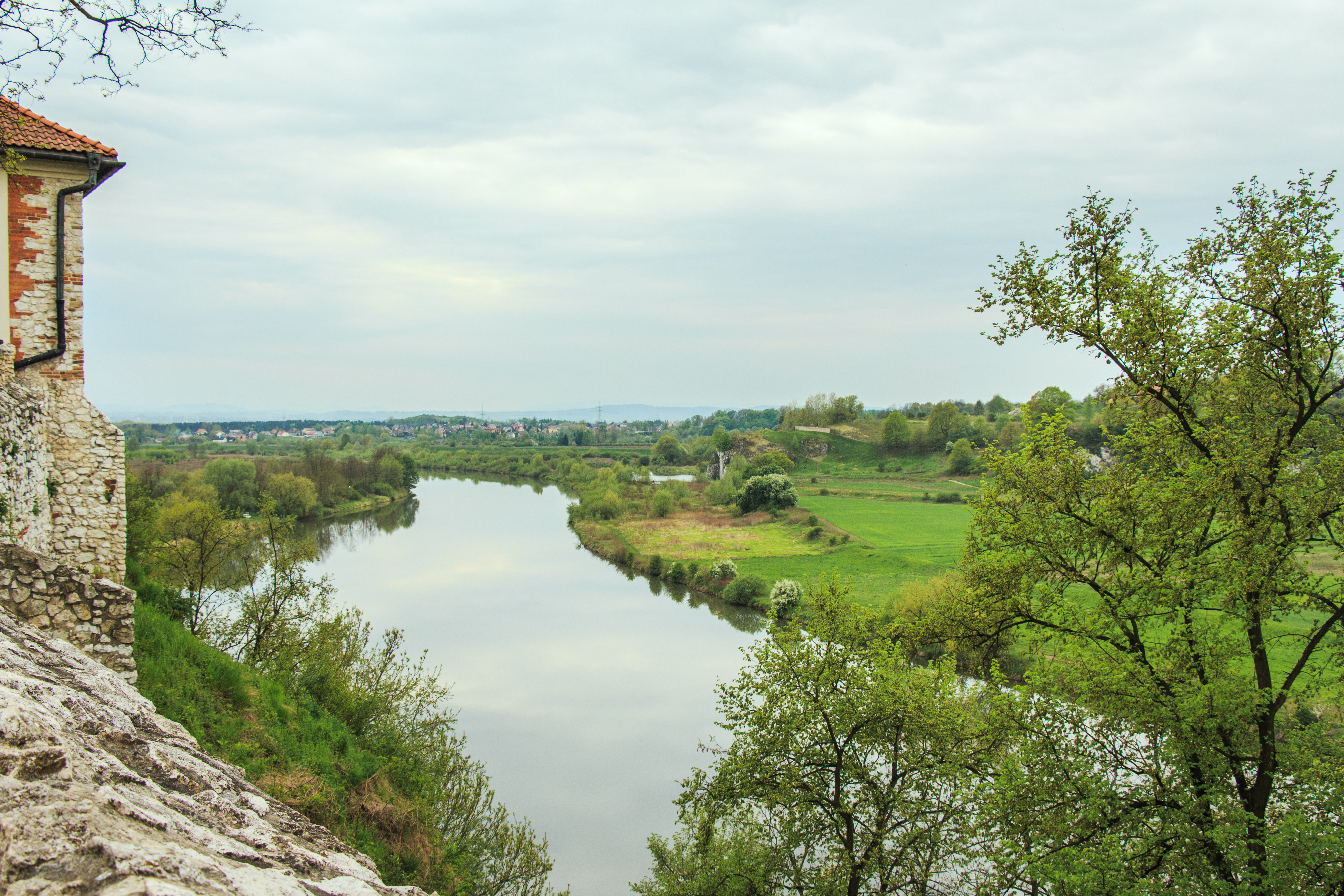
Wisła w Tyńcu

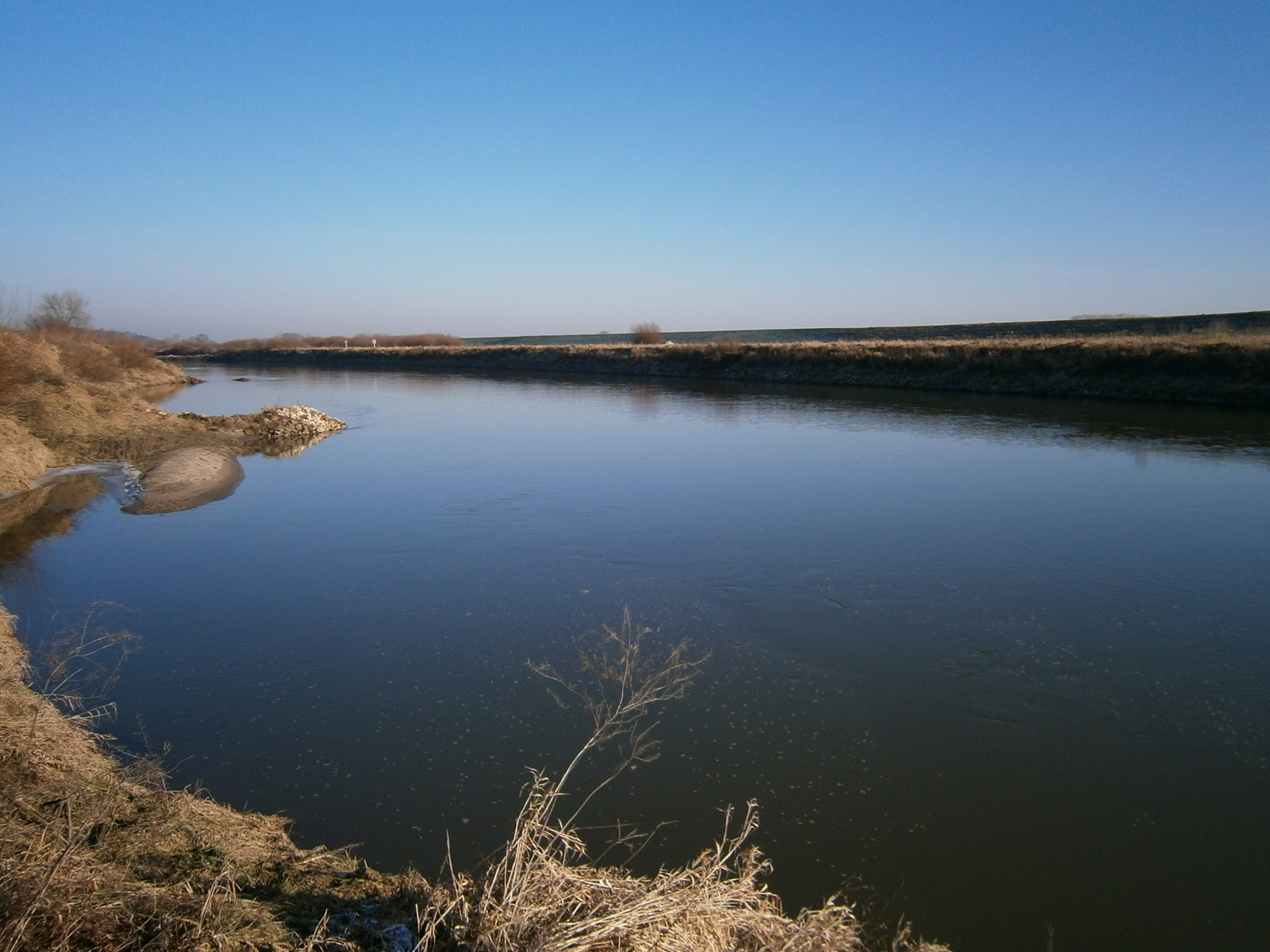
Wisła niedaleko Koszyc, dawna przystań promowa

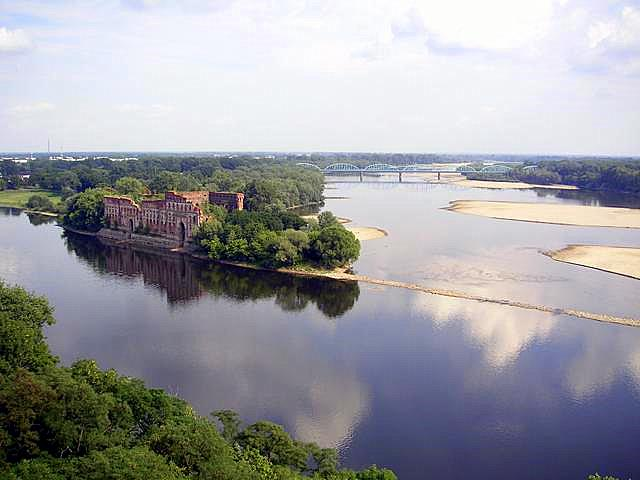
Ujście Narwi do Wisły w Nowym Dworze Mazowieckim

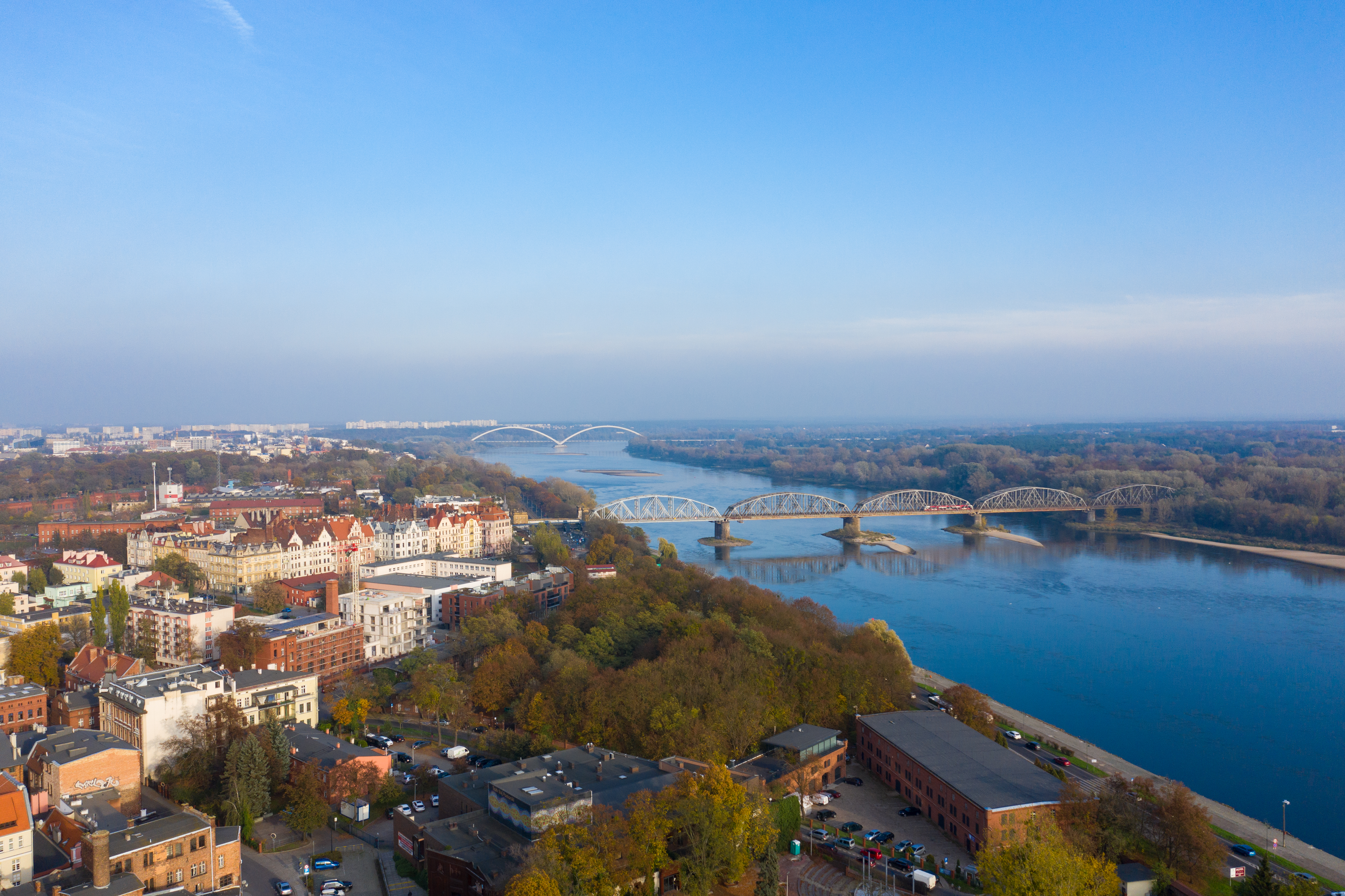
Wisła na wysokości Torunia

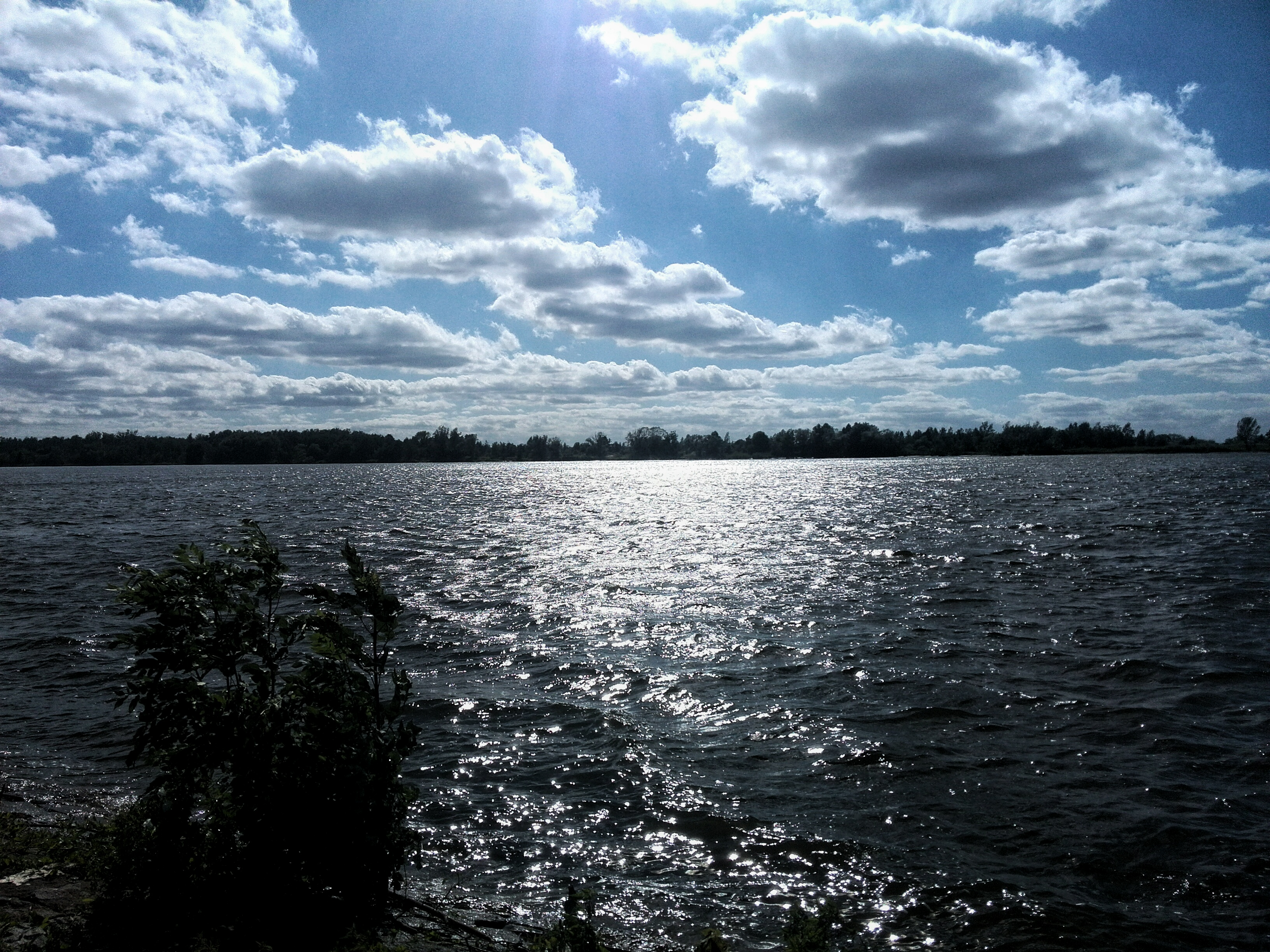
Ujście Wisły w okolicy Mikoszewa

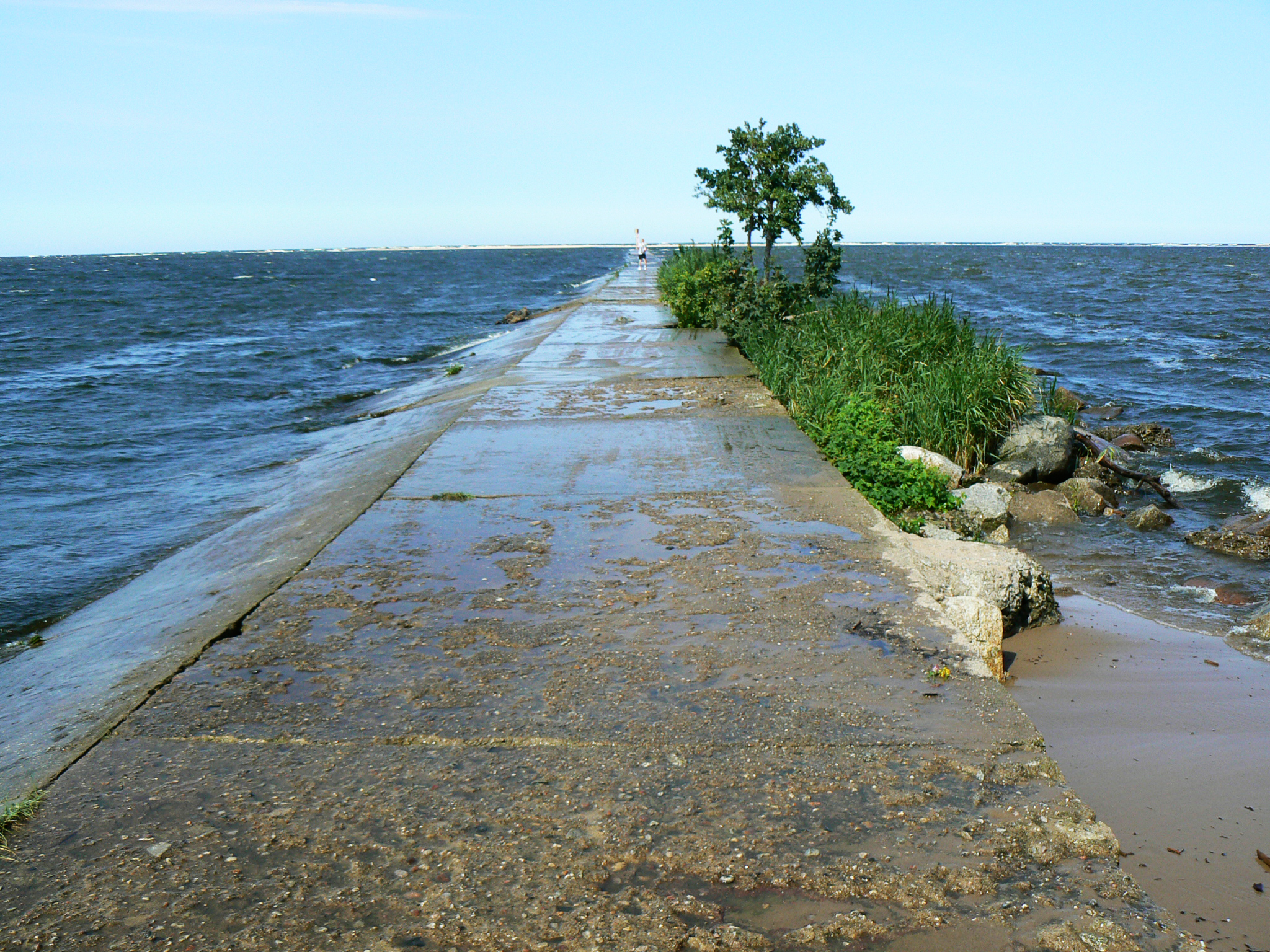
Kierownica wschodnia w ujściu Wisły (przedłużenie jej przekopu)

W sensie geograficznym Wisła ma dwa potoki źródłowe: Białą Wisełkę i Czarną Wisełkę. Natomiast w sensie hydrologicznym rzeka Wisła zaczyna się w miejscu połączenia potoku Malinka z potokiem Wisełka powstałym z połączenia Białej i Czarnej Wisełki uchodzących do Jeziora Czerniańskiego. Górny odcinek Wisły aż do ujścia Przemszy nie jest żeglowny i nosi nazwę Małej Wisły.
Podział biegu rzeki Wisły:
- bieg górny – od źródeł do Zawichostu (poniżej ujścia Sanu)
- bieg środkowy – od Zawichostu do ujścia Narwi (operacyjnie często przyjmuje się do stopnia wodnego Włocławek)
- bieg dolny – od ujścia Narwi (lub od stopnia wodnego Włocławek) do ujścia.

### Zbiorniki na Wiśle
- Jezioro Czerniańskie
- Jezioro Goczałkowickie
- Jezioro Włocławskie

### Delta Wisły
W miejscowości Biała Góra koło Sztumu około 50 km od ujścia, rozdzielając się na dwa ramiona Leniwka (lewe) i Nogat (prawe), tworzy szeroką deltę, zwaną Żuławami. W miejscu noszącym obecnie nazwę Gdańska Głowa od Leniwki oddziela się w kierunku wschodnim kolejne ramię zwane Szkarpawa, w celu ochrony przeciwpowodziowej zamknięte śluzą. Kolejne ramię Martwa Wisła oddziela się w Przegalinie. Uchodzi do Zatoki Gdańskiej.
Do XIV wieku ujście Wisły dzieliło się na Wisłę Elbląską (główne wschodnie ramię) i Wisłę Gdańską (mniejsze zachodnie ramię). Od roku 1371 głównym ramieniem stała się Wisła Gdańska. W czasach nowożytnych główne ramię Wisły nazywano Samicą, a drugie Lachą Po powodzi w 1840 roku utworzyło się dodatkowe ramię Wisła Śmiała. W latach 1891–1895 wykonano przekop ujściowy koło Świbna.

### Dorzecze
Dorzecze Wisły zajmuje powierzchnię 194 424 km². Najwyższy punkt dorzecza leży na wysokości 2655 m n.p.m. (szczyt Gerlach w Tatrach).

### Miasta położone nad Wisłą
| Herb | Miasto               | Szczegółowe informacje                                                                          | Na którym brzegu?      | Ludność | Województwo        |
| ---- | -------------------- | ----------------------------------------------------------------------------------------------- | ---------------------- | ------- | ------------------ |
|      | Wisła                |                                                                                                 |                        | 10678   | śląskie            |
|      | Ustroń               |                                                                                                 |                        | 15979   | śląskie            |
|      | Skoczów              |                                                                                                 |                        | 13524   | śląskie            |
|      | Strumień             |                                                                                                 |                        | 3534    | śląskie            |
|      | Czechowice-Dziedzice |                                                                                                 | tylko na prawym brzegu | 34862   | śląskie            |
|      | Brzeszcze            |                                                                                                 | tylko na prawym brzegu | 10703   | małopolskie        |
|      | Bieruń               |                                                                                                 | tylko na lewym brzegu  | 18891   | śląskie            |
|      | Oświęcim             |                                                                                                 | tylko na prawym brzegu | 35806   | małopolskie        |
|      | Skawina              |                                                                                                 | tylko na prawym brzegu | 24028   | małopolskie        |
|      | Kraków               |                                                                                                 |                        | 804237  | małopolskie        |
|      | Niepołomice          |                                                                                                 | tylko na prawym brzegu | 16644   | małopolskie        |
|      | Nowe Brzesko         |                                                                                                 | tylko na lewym brzegu  | 1611    | małopolskie        |
|      | Opatowiec            |                                                                                                 | tylko na lewym brzegu  | 313     | świętokrzyskie     |
|      | Nowy Korczyn         |                                                                                                 | tylko na lewym brzegu  | 899     | świętokrzyskie     |
|      | Szczucin             |                                                                                                 | tylko na prawym brzegu | 4079    | małopolskie        |
|      | Połaniec             |                                                                                                 | tylko na lewym brzegu  | 7478    | świętokrzyskie     |
|      | Baranów Sandomierski |                                                                                                 | tylko na prawym brzegu | 1398    | podkarpackie       |
|      | Tarnobrzeg           |                                                                                                 | tylko na prawym brzegu | 44012   | podkarpackie       |
|      | Sandomierz           |                                                                                                 |                        | 21417   | świętokrzyskie     |
|      | Zawichost            |                                                                                                 | tylko na lewym brzegu  | 1608    | świętokrzyskie     |
|      | Annopol              |                                                                                                 | tylko na prawym brzegu | 2316    | lubelskie          |
|      | Józefów nad Wisłą    |                                                                                                 | tylko na prawym brzegu | 812     | lubelskie          |
|      | Solec nad Wisłą      |                                                                                                 | tylko na lewym brzegu  | 931     | mazowieckie        |
|      | Kazimierz Dolny      |                                                                                                 | tylko na prawym brzegu | 3248    | lubelskie          |
|      | Puławy               |                                                                                                 | tylko na prawym brzegu | 44171   | lubelskie          |
|      | Dęblin               |                                                                                                 | tylko na prawym brzegu | 14217   | lubelskie          |
|      | Góra Kalwaria        |                                                                                                 | tylko na lewym brzegu  | 12129   | mazowieckie        |
|      | Karczew              |                                                                                                 | tylko na prawym brzegu | 9311    | mazowieckie        |
|      | Otwock               |                                                                                                 | tylko na prawym brzegu | 43986   | mazowieckie        |
|      | Józefów              |                                                                                                 | tylko na prawym brzegu | 21140   | mazowieckie        |
|      | Warszawa             |                                                                                                 |                        | 1861644 | mazowieckie        |
|      | Łomianki             |                                                                                                 | tylko na lewym brzegu  | 18183   | mazowieckie        |
|      | Nowy Dwór Mazowiecki |                                                                                                 | tylko na prawym brzegu | 28533   | mazowieckie        |
|      | Zakroczym            |                                                                                                 | tylko na prawym brzegu | 3134    | mazowieckie        |
|      | Czerwińsk nad Wisłą  |                                                                                                 | tylko na prawym brzegu | 986     | mazowieckie        |
|      | Wyszogród            |                                                                                                 | tylko na prawym brzegu | 2403    | mazowieckie        |
|      | Płock                |                                                                                                 |                        | 111927  | mazowieckie        |
|      | Dobrzyń nad Wisłą    |                                                                                                 | tylko na prawym brzegu | 1983    | kujawsko-pomorskie |
|      | Włocławek            |                                                                                                 |                        | 101450  | kujawsko-pomorskie |
|      | Bobrowniki           |                                                                                                 | tylko na prawym brzegu | 1104    | kujawsko-pomorskie |
|      | Nieszawa             |                                                                                                 | tylko na lewym brzegu  | 1743    | kujawsko-pomorskie |
|      | Ciechocinek          |                                                                                                 | tylko na lewym brzegu  | 10214   | kujawsko-pomorskie |
|      | Toruń                |                                                                                                 |                        | 195263  | kujawsko-pomorskie |
|      | Solec Kujawski       |                                                                                                 | tylko na lewym brzegu  | 15290   | kujawsko-pomorskie |
|      | Bydgoszcz            | poprzez dzielnice Fordon oraz Łęgnowo Wieś                                                      | tylko na lewym brzegu  | 328370  | kujawsko-pomorskie |
|      | Chełmno              |                                                                                                 |                        | 18228   | kujawsko-pomorskie |
|      | Świecie              |                                                                                                 | tylko na lewym brzegu  | 24841   | kujawsko-pomorskie |
|      | Grudziądz            |                                                                                                 | tylko na prawym brzegu | 89081   | kujawsko-pomorskie |
|      | Nowe                 |                                                                                                 | tylko na lewym brzegu  | 5439    | kujawsko-pomorskie |
|      | Gniew                |                                                                                                 | tylko na lewym brzegu  | 6181    | pomorskie          |
|      | Malbork              | nad Nogatem                                                                                     |                        | 36938   | pomorskie          |
|      | Tczew                |                                                                                                 | tylko na lewym brzegu  | 57218   | pomorskie          |
|      | Gdańsk               | nad Leniwką, Wisłą Śmiałą, Martwą Wisłą, a także nad Przekopem Wisły poprzez Wyspę Sobieszewską |                        | 486492  | pomorskie          |

## Jednolite części wód
Wisła na Mapie Podziału Hydrograficznego Polski identyfikator hydrologiczny 2, przy czym jej boczne ramiona ujściowe są traktowane jak odrębne cieki. Na potrzeby gospodarki wodnej Wisła podzielona jest na jednolite części wód.

### 2011–2023
- Wisła do Dobki bez Kopydła (PLRW20001221113549)
- Wisła od Dobki do Bładnicy (PLRW20009211151)
- Wisła od Bładnicy do zbiornika Goczałkowice (PLRW20009211159)
- Wisła od zbiornika Goczałkowice do Białej (PLRW20001921139)
- Wisła od Białej do Przemszy (PLRW20001921199)
- Wisła od Przemszy bez Przemszy do Skawy (PLRW20001921339)
  - równolegle kanał żeglowny Dwory (PLRW200002133529)
- Wisła od Skawy do Skawinki (PLRW2000192135599)
  - równolegle Kanał Łączański (kanał Łączany-Skawina) (PLRW200002135594)
- Wisła od Skawinki do Podłężanki (PLRW2000192137759)
- Wisła od Podłężanki do Raby (PLRW200019213799)
- Wisła od Raby do Dunajca (PLRW200021213999)
- Wisła od Dunajca do Wisłoki (PLRW20002121799)
- Wisła od Wisłoki do Sanu (PLRW20002121999)
- Wisła od Sanu do Sanny (PLRW2000212319)
- Wisła od Sanny do Kamiennej (PLRW2000212339)
- Wisła od Kamiennej do Wieprza (PLRW2000212399)
- Wisła od Wieprza do Pilicy (PLRW2000212539)
- Wisła od Pilicy do Jeziorki (PLRW200021257)
- Wisła od Jeziorki do Kanału Młocińskiego (PLRW20002125971)
- Wisła od Kanału Młocińskiego do Narwi (PLRW20002125999)
- Wisła od Narwi do zbiornika Włocławek (PLRW2000212739)
- Wisła od wypływu ze zbiornika Włocławek do granicy Regionu Wodnego Środkowej Wisły (PLRW20002127911)
- Wisła od granicy Regionu Wodnego Dolnej Wisły do dopływu z Sierzchowa (PLRW20002127935)
- Wisła od dopływu z Sierzchowa do Wdy (PLRW2000212939)
- Wisła od Wdy do ujścia (PLRW20002129999)
  - Martwa Wisła do Strzyży (PLRW20000487)
  - Martwa Wisła od Strzyży do ujścia (PLRW200022489)
  - Nogat (PLRW200005299)
  - Szkarpawa (PLRW200005149)
  - Wisła Królewiecka (PLRW200005129)

A także:
- zbiornik Goczałkowice (PLRW20000211179)
- zbiornik Włocławek (PLRW20000275999)[20]

### Od 2023
- Wisła od źródeł do Dobki wraz z Dobką (PLRW2000042111353)
- Wisła od Dobki do Bładnicy wraz z Bładnicą (PLRW200006211151)
- Wisła od Bładnicy do zb. Goczałkowice (PLRW200006211179)
- Wisła od zb. Goczałkowice do Przemszy (PLRW20001121199)
- Wisła od Przemszy do Skawy (PLRW20001121339)
  - równolegle kanał Dwory (PLRW2000112133529)
  - równolegle Kanał Łączański (PLRW2000112135594)
- Wisła od Skawy do Skawinki (PLRW2000112135599)
- Wisła od Skawinki do Podłężanki (PLRW2000112137759)
- Wisła od Podłężanki do Raby (PLRW200011213799)
- Wisła od Raby do Nidy (PLRW2000122159)
- Wisła od Nidy do Wisłoki (PLRW20001221799)
- Wisła od Wisłoki do Sanny (PLRW2000122319)
- Wisła od Sanny do Wieprza (PLRW2000122399)
- Wisła od Wieprza do Narwi (PLRW20001225999)
- Wisła od Narwi do zb. Włocławek (PLRW200012275999)
- Wisła od zb. Włocławek do Zgłowiączki (PLRW200012279)
- Wisła od Zgłowiączki do Brdy (PLRW20001229199)
- Wisła od Brdy do Wdy (PLRW2000122939)
- Wisła od Wdy do Przekopu Wisły (PLRW20001229991)
  - Nogat (PLRW2000115299)
  - Szkarpawa (PLRW20001651479)
  - Wisła Królewiecka (PLRW2000155129)
  - Martwa Wisła (PLRW200014489)
- Przekop Wisły (PLRW20001229999)[21]

## Przyroda

### Fitoplankton
W fitoplanktonie dolnego odcinka Wisły dominują okrzemki. W biomasie największy udział mają Aulacoseira granulata, Actinocyclus normanii, Cyclotella meneghiniana, Cyclotella planctonica, Cyclostephanos dubius, Stephanodiscus alpinus, Stephanodiscus hantzschii, Asterionella formosa i Ulnaria ulna. Spoza okrzemek stosunkowo licznie występują zielenice – Chlamydomonas sp., Coelastrum astroideum, Desmodesmus communis i sinice Oscillatoria limosa i Phormidium tergestinum. Czasem przejściowo znaczny udział mają też kryptomonady. Od lat 90. XX w. biomasa fitoplanktonu i stężenie chlorofilu a niejednostajnie spada, wzrasta natomiast jego różnorodność gatunkowa.

### Ochrona
Dolina Wisły przebiega przez wiele kompleksów leśnych (na przykład Puszczę Sandomierską). Rzeka przepływa przez różne obszary chronione, a inne znajdują się w jej dolinie, na przykład Rezerwat przyrody Zbocza Płutowskie oraz obszar Natura 2000 Wiśliska.
Bezpośrednio obejmujące Wisłę obszary chronione to:
obszary specjalnej ochrony ptaków
- Dolina Górnej Wisły PLB240001
- Stawy w Brzeszczach PLB120009
- Dolina Dolnej Skawy PLB120005
- Małopolski Przełom Wisły PLB140006
- Dolina Środkowej Wisły PLB140004
- Dolina Dolnej Wisły PLB040003
- Ujście Wisły PLB220004

specjalne obszary ochrony siedlisk
- Beskid Śląski PLH240005
- Zbiornik Goczałkowicki – Ujście Wisły i Bajerki PLH240039
- Tarnobrzeska Dolina Wisły PLH180049
- Dolina Dolnego Sanu PLH180020
- Przełom Wisły w Małopolsce PLH060045
- Kampinoska Dolina Wisły PLH140029
- Włocławska Dolina Wisły PLH040039
- Nieszawska Dolina Wisły PLH040012
- Dybowska Dolina Wisły PLH040011
- Solecka Dolina Wisły PLH040003
- Dolna Wisła PLH220033
- Dolina Drwęcy PLH280001
- Ostoja w Ujściu Wisły PLH220044
- Twierdza Wisłoujście PLH220030

rezerwaty przyrody
- Barania Góra
- Wisła
- Wisła pod Zawichostem
- Krowia Wyspa
- Łachy Brzeskie
- Wyspy Świderskie
- Ławice Kiełpińskie
- Kępy Kazuńskie
- Zakole Zakroczymskie
- Wikliny Wiślane
- Kępa Rakowska
- Kępa Antonińska
- Wyspy Zakrzewskie
- Wyspy Białobrzeskie
- Kępa Wykowska
- Ławice Troszyńskie
- Rzeka Drwęca
- Ptasi Raj
- Mewia Łacha
- Ujście Nogatu

parki krajobrazowe
- Park Krajobrazowy Beskidu Śląskiego
- Bielańsko-Tyniecki Park Krajobrazowy
- Kazimierski Park Krajobrazowy
- Gostynińsko-Włocławski Park Krajobrazowy
- Nadwiślański Park Krajobrazowy
- Park Krajobrazowy Góry Łosiowe
- Chełmiński Park Krajobrazowy

obszary chronionego krajobrazu
- Obszar Chronionego Krajobrazu Doliny Wisły
- Solec nad Wisłą
- Chodelski Obszar Chronionego Krajobrazu
- Nadwiślański Obszar Chronionego Krajobrazu (kilka obszarów o tej nazwie w różnych regionach)
- Dolina rzeki Pilicy i Drzewiczki
- Warszawski Obszar Chronionego Krajobrazu
- Niziny Ciechocińskiej
- Doliny Kwidzyńskiej
- Białej Góry
- Rzeki Nogat
- Środkowożuławski Obszar Chronionego Krajobrazu
- Żuław Gdańskich
- Wyspy Sobieszewskiej

Ponadto Wisłę obejmują otuliny Kampinoskiego Parku Narodowego oraz Parku Krajobrazowego Mierzeja Wiślana.

### Zanieczyszczenie
W 1972 na podstawie zarządzenia Prezesa Centralnego Urzędu Gospodarki Wodnej wyznaczono odcinki Wisły o różnej klasie czystości. Pierwszą klasę wyznaczono dla odcinków od ujścia Dunajca do Puław, od ujścia Radomki do Warszawy oraz od ujścia Narwi do Płocka. Dla pozostałych odcinków przyjęto drugą klasę.
Na podstawie rzeczywistych pomiarów na początku lat 90. XX wieku żaden odcinek Wisły nie spełniał ówczesnych kryteriów czystości wód dla pierwszej klasy. Kryteria drugiej klasy spełniały kilkukilometrowe odcinki od źródeł do okolic Goczałkowic, leżące na zmianę z odcinkami spełniającymi kryteria trzeciej klasy i pozaklasowymi. Wody pozaklasowe miały odcinki od Czechowic-Dziedzic do ujścia Dunajca, w okolicach ujścia Brnia, ujścia Wieprza, ujścia Radomki oraz prawie cały odcinek od Warszawy do Żuław. Jako trzecioklasowe klasyfikowano wówczas pozostałe odcinki, tj. okolice ujścia Nidy, od ujścia Wisłoki do Warszawy (z krótkimi odcinkami pozaklasowymi) i krótkie odcinki przy Kępie Wykowskiej, w dolnej części Zbiornika Włocławskiego i odcinek przyujściowy. W połowie lat 90. XX wieku wody Wisły nie spełniały norm żadnej klasy czystości na prawie całej długości, łącznie z odcinkiem źródłowym, pod kątem kryteriów bakteriologicznych (sanitarnych) i fizykochemicznych, klasę trzecią miał tylko odcinek między ówczesnym województwem radomskim a lubelskim. Z kolei pod kątem zawartości substancji organicznych normom nie odpowiadał jedynie odcinek na Górnym Śląsku, podczas gdy większość długości spełniała kryteria drugiej klasy, a odcinek źródłowy i między Włocławkiem a Bydgoszczą były według ówczesnych kryteriów w tym zakresie klasyfikowane jako pierwszoklasowe. Pod kątem substancji biogennych, czyli kryteriów eutrofizacji, większość wód Wisły mieściła się w trzeciej klasie, odcinek przy ujściu Pilicy i od ujścia Wdy w dół w klasie drugiej, podczas gdy wody pozaklasowe były na odcinku od Zbiornika Goczałkowickiego do ujścia Nidy i w okolicach Warszawy.
W 2011 roku, nie powołując się na żadne źródła, organizacja ekologiczna World Wildlife Fund oceniała, że wody Wisły na 56% długości biegu nie mieszczą się w żadnej klasie czystości.
Według danych Inspekcji Ochrony Środowiska w ciągu 2012 roku poprzez Wisłę do Morza Bałtyckiego trafiła duża ilość metali ciężkich, a mianowicie 28,0 ton cynku, 70,0 ton miedzi, 26,1 ton ołowiu, 0,9 tony kadmu, 11,3 ton chromu, 25,2 ton niklu oraz około 200 kg rtęci.
Na Wiśle znajduje się kilka punktów reperowej sieci monitoringu.
| Reperowy punkt pomiarowo-kontrolny       | Stan ekologiczny wód | Stan ekologiczny wód | Stan ekologiczny wód | Stan ekologiczny wód | Stan ekologiczny wód | Stan chemiczny wód | Stan chemiczny wód | Stan chemiczny wód | Stan chemiczny wód | Stan chemiczny wód |
|                                          | 2007                 | 2008                 | 2009                 | 2016                 | 2021                 | 2007               | 2008               | 2009               | 2016               | 2021               |
| ---------------------------------------- | -------------------- | -------------------- | -------------------- | -------------------- | -------------------- | ------------------ | ------------------ | ------------------ | ------------------ | ------------------ |
| Kraków/Kopanka (województwo małopolskie) | umiarkowany          | umiarkowany          | umiarkowany          | słaby                | umiarkowany          | dobry              | dobry              | poniżej dobrego    | poniżej dobrego    | poniżej dobrego    |
| Warszawa                                 | umiarkowany          | umiarkowany          | zły                  | zły                  | słaby                | dobry              | dobry              | poniżej dobrego    | poniżej dobrego    | poniżej dobrego    |
| Kiezmark                                 | umiarkowany          | umiarkowany          | poniżej dobrego      | dobry                | zły                  | dobry              | brak oceny         | dobry              | dobry              | poniżej dobrego    |

W punkcie reperowym w okolicach Krakowa w 2009 stwierdzono spełnianie ówczesnych kryteriów bardzo dobrego stanu ekologicznego dla zawartości chlorofilu a, temperatury, rozpuszczonego tlenu, ogólnego węgla organicznego, odczynu, dobrego stanu ekologicznego dla BZT5, siarczanów, azotu ogólnego, fosforu ogólnego, cynku i fenoli lotnych, a przekraczanie norm dobrego stanu dla przewodności elektrolitycznej, substancji rozpuszczonych, chlorków i kilku form azotu. Stan chemiczny poniżej dobrego sklasyfikowano z powodu przekroczeń norm zawartości kadmu, ołowiu i niektórych WWA. Woda spełniała normy w zakresie antracenu, fluorantenu, naftalenu, niklu i niektórych WWA. W tym samym roku w Warszawie stan bardzo dobry spełniały parametry opisujące zasolenie, stężenie tlenu i większości substancji biogennych. Norm stanu dobrego nie spełniało stężenie azotu Kjeldahla oraz utlenialność wody wyrażona jako BZT5 i ChZTCr. O złym stanie zadecydowała wartość chlorofilu a. O stanie chemicznym poniżej dobrego zadecydowały przekroczenia norm dla zawartości rtęci i niektórych WW, natomiast spełnione były kryteria dla kadmu, endosulfanu, ołowiu, niektórych innych WWA i sumy pestycydów z grupy aldryny i jej pochodnych. W Kiezmarku większość badanych parametrów fizyczno-chemicznych mieściła się w granicach pierwszej lub drugiej klasy, a granice stanu dobrego przekraczało ChZT. Nie badano wówczas żadnego elementu biologicznego. Zawartość badanych substancji priorytetowych i innych podobnych zanieczyszczeń spełniała normy. Według oceny z roku 2016 w jednolitej części wód Wisła od Skawy do Skawinki (punkt w okolicach Kopanki) jej potencjał ekologiczny określono jako słaby ze względu na klasyfikację stanu makrozoobentosu (fitobentos i makrofity sklasyfikowano jako będące w stanie umiarkowanym). Ówczesnych norm stanu dobrego nie spełniały przewodność, twardość i odczyn oraz zawartość chlorków, siarczanów i azotu azotynowego. Stan chemiczny oceniono jako poniżej dobrego. W tej samej ocenie Wisła od Jeziorki do Kanału Młocińskiego na podstawie punktu Warszawie przy Moście Łazienkowskim stwierdzono zły potencjał ekologiczny, o czym zadecydował zły stan bezkręgowców bentosowych (stan fitoplanktonu był słaby). Wśród wskaźników fizykochemicznych ówczesne normy stanu dobrego przekraczały zawartość zawiesiny i chlorków, BZT5 i odczyn. Spośród badanych substancji priorytetowych normy przekroczono dla niektórych WWA. W odróżnieniu od niektórych wcześniejszych badań, tym badaniu zawartość rtęci nie przekraczała norm. Potencjał ekologiczny i stan chemiczny jednolitej części wód Wisła od Wdy do ujścia (Kiezmark) oceniono jako dobry. Oprócz oceny w tych trzech punktach w roku 2016 oceniono stan lub potencjał ekologiczny w 27 jednolitych częściach wód na Wiśle. W żadnej elementy biologiczne klasyfikowane łącznie nie osiągnęły kryteriów bardzo dobrego stanu (1. klasa). Pojedyncze elementy osiągnęły bardzo dobry stan w przypadku fitoplanktonu w jednolitej części wód Martwa Wisła do Strzyży oraz fitobentosu i zooboentosu w Wiśle do Dobki bez Kopydła. Zły stan najczęściej osiągał zoobentos, a słaby również fitoplankton i ichtiofauna. Często przekraczane były kryteria zasolenia chlorkami, a w Małopolsce również siarczanami. Zawartość azotu i fosforu często mieściła się w kryteriach klasy pierwszej lub drugiej i tylko rzadko niektóre formy przekraczały normy stanu dobrego. Dobry potencjał ekologiczny osiągnęły jednolite części wód Wisła od Raby do Dunajca, Wisła od Wdy do ujścia i Martwa Wisła do Strzyży. Zły stan lub potencjał ekologiczny osiągnęły jednolite części wód Wisła od Skawinki do Podłężanki, Wisła od Pilicy do Jeziorki, Wisła od Jeziorki do Kanału Młocińskiego, Wisła od Narwi do Zbiornika Włocławek i Wisła od Białej do Przemszy. W tej ostatniej przekroczono szczególnie dużo parametrów klasyfikacji, zarówno biologicznych, jak i fizykochemicznych. Dobry stan chemiczny osiągnięto w jednolitych częściach wód Wisła od raby do Dunajca, Wisła od Sanu do Sanny, Wisła od Sanny do Kamiennej, Wisła od Kamiennej do Wieprza i Wisła od wypływu ze Zb. Włocławek do granicy Regionu Wodnego Środkowej Wisły, Martwa Wisła do Strzyży, Wisła Królewiecka, Wisła od Wdy do ujścia. W pozostałych albo nie uzyskano dobrego stanu chemicznego, albo nie był on badany. O tej ocenie decydowały najczęściej przekroczenia niektórych WWA (zwłaszcza benzo(a)piren), rzadziej heptachloru, rtęci czy polibromowanych difenyloeterów, przy czym nie wszystkie substancje były badane we wszystkich punktach.
Według badań osadów w latach 2016 i 2017 przekroczenia proponowanych norm stwierdzono na stanowiskach w okolicach Oświęcimia (kadm, ołów, cynk, naftalen, acenaften, DDT), Sandomierza (chrom, cynk, mangan, pochodne DDT), Tyńca (kobalt, acenaften, pochodne DDT), Annopola (mangan), Gołąba (mangan), Jankowic (cynk), Kopanki (cynk, pochodne DDT), Opatowca (pochodne DDT). Podwyższone zawartości niektórych substancji występują też w innych punktach (np. pochodne DDT w okolicach Młocin, a ołów poniżej zapory we Włocławku). W przypadku osadów często badania z różnych lat znacznie się różnią.

## Historia
Historycznie Wisła odgrywała znaczącą rolę w transporcie towarów. Służyła przede wszystkim do eksportu zboża z terenów Rzeczypospolitej, przez Gdańsk, do Europy Zachodniej. W drodze powrotnej na jednostki rzeczne zabierano takie towary jak np. przyprawy, tytoń, wino, oliwa, żelazo czy bursztyny. O roli Wisły świadczą m.in. liczne odniesienia w tekstach kultury, czy też utwory jej dedykowane, jak np. barokowy poemat Flis, to jest Spuszczanie statków Wisłą i inszymi rzekami do niej przypadającymi. O znaczeniu Wisły w transporcie towarów przypominają także odkrycia archeologiczne, jak np. wydobycie elementów fontann czy kolumn z rabowanych przez wojska szwedzkie pałaców, które to elementy wywożono z Warszawy w trakcie potopu szwedzkiego korzystając z transportu rzecznego.
W czasach I Rzeczypospolitej Wisła stanowiła na krótkim odcinku koło Oświęcimia granicę między Polską a Śląskiem (Imperium Habsburskim). W 1772, po I rozbiorze Polski Wisła stała się rzeką graniczną między Polską a Imperium Habsburskim aż po Zawichost. Taki stan rzeczy utrzymał się do III rozbioru Polski (1795). Od 1809 Wisła ponownie stanowiła granicę, tym razem między Księstwem Warszawskim (następnie Królestwem Polskim) a Cesarstwem Austriackim.

## Wraki statków
Wzmożony ruch handlowy i działania wojenne doprowadziły do zatopienia na Wiśle niezliczonej ilości jednostek. Większość z nich była usuwana lub niszczona na bieżąco, by nie utrudniać ruchu innym jednostkom. W ostatnich latach, w związku z rekordowo niskimi poziomami wody, udało się odkryć wiele nieznanych wcześniej wraków. Oto kilka z najbardziej znanych wiślanych wraków:
| Rok zatonięcia     | Miejsce zatonięcia | Statek               | Opis |
| ------------------ | ------------------ | -------------------- | --- |
| 1944               | Warszawa           | Bajka                | Statek pasażerski zatopiony w wyniku działań wojennych. |
| 1944               | Warszawa           | Faust                | Statek pasażerski zatopiony w wyniku działań wojennych. Wcześniej nosił nazwę Łokietek. Prawdopodobnie wydobyty i zezłomowany w 1946 roku. |
| 1939–1945          | Warszawa           | Stanisław            | Statek pasażerski zatopiony w wyniku działań wojennych. |
| 1939–1945          | Warszawa           | Witeź                | Statek pasażerski zatopiony w wyniku działań wojennych. |
| 1939–1945          | Warszawa           | Saturn               | Statek pasażerski zatopiony w wyniku działań wojennych. |
| 1939–1945          | Warszawa           | Goniec               | Statek pasażerski zatopiony w wyniku działań wojennych. |
| 1939–1945          | Warszawa           | Halka                | Statek pasażerski zatopiony w wyniku działań wojennych. |
| 1939–1945          | Warszawa           | Atlantyk             | Statek pasażerski zatopiony w wyniku działań wojennych. |
| 1939–1945          | Warszawa           | Kordecki             | Holownik zatopiony w wyniku działań wojennych. |
| 1939-945           | Warszawa           | Kozietulski          | Holownik zatopiony w wyniku działań wojennych. |
| 1939–1945          | Regów              | Stefan Batory        | Statek pasażerski zatopiony w wyniku działań wojennych. |
| 1939–1945          | Regów              | Eleonora             | Statek pasażerski zatopiony w wyniku działań wojennych. |
| 1939–1945          | Regów              | Jagiełło             | Statek pasażerski zatopiony w wyniku działań wojennych. |
| 1939–1945          | Kraków             | Ks. Józef            | Statek pasażerski zatopiony w wyniku działań wojennych. |
| 1939–1945          | Kraków             | Reduta Ordona        | Statek pasażerski zatopiony w wyniku działań wojennych. |
| 1939–1945          | Kraków             | Chopin               | Statek pasażerski zatopiony w wyniku działań wojennych. |
| 1939–1945          | Kraków             | Światowid            | Statek pasażerski zatopiony w wyniku działań wojennych. |
| 1944               | Machów             | Tannenberg           | Okręt transportujący Niemieckich żołnierzy, który został zatopiony w wyniku akcji AK i Batalionów Chłopskich. |
| XIV–XVIII w.       | Łomianki Dolne     | Statek typu szkuta   | Mierzący 37 metrów wrak statku transportowego, który został odkryty podczas badania dna Wisły w 2020 roku. |
| Druga połowa XV w. | Czersk             | Statek typu szkuta   | Statek odkryty w 2009 roku. Został odnaleziony w stawie, w starorzeczu Wisły. W 2018 wydobyto go i poddano renowacji pod nadzorem Państwowego Muzeum Archeologicznego w Warszawie. |
| XIV–XVIII w.       | Warszawa           | Statek typu szkuta   | Fragment statku został odkryty na wysokości Starego Miasta, podczas testu sonaru przed poszukiwaniami w 2020 roku. |
| 2015               | Warszawa           | Maristo              | Przycumowana w okolicach Trasy Łazienkowskiej barka służyła jako dyskoteka. W 2015 została porzucona przez właściciela. Statek był podtapiany w wyniku podnoszenia się wody i dewastowany, w 2018 roku padł ofiarą podpalacza, w tym samym roku wrak został rozebrany.                      |
| XX w.              | Toruń              | Statek typu Berlinka | Szkielet barki znajduje się w okolicach Winnicy, widoczny jest przy niskim stanie wody. |
| 1920               | Toruń              | Moniuszko            | Parowiec zatopiony przez bolszewików w sierpniu 1920 roku. Wkrótce po zatopieniu został wydobyty, wyremontowany i wrócił do służby. Pływał prawdopodobnie do 1951 roku. |
| 1939               | Bobrowniki         | Fortuna              | Statek pasażerski zatopiony w wyniku działań wojennych. |
| 1939               | Bobrowniki         | Spółdzielnia Wisła   | Statek służył jako statek pasażerski, transportowy i holownik. Został zatopiony w wyniku niemieckiego nalotu. |
| XIX w.             |                    | Bógpomóż             | Drewniana barka |
| 1939               | Włocławek          | Gniew                | Statek transportowy osiadł na mieliźnie we wrześniu 1939 roku. Statek został wysadzony w powietrze. |
| 1628               | Gdańsk             | Żółty Lew            | Okręt wysadzony przez Szwedów 6 lipca 1628 roku w okolicy twierdzy Wisłoujście. Podczas jego poszukiwań udało się odnaleźć kilka innych wraków, sam Żółty Lew nie został jeszcze odnaleziony.                                                                                               |
| Druga połowa XX w. | Gdańsk             | Prom samochodowy     | 100-tonowy wrak promu został odkryty w 2001 roku, wydobyto go w 2013. |
| 1980               | Gdańsk             | Meduza               | Pogłębiarka została wycofana ze służby w 1980 roku, od tego czasu niszczała. Elementy wystające z wody zostały ukradzione przez złomiarzy. Wrak został odkryty w 2017 roku, wydobyty w 2022. Jego kadłub został zezłomowany, a dwa silniki przekazane do Kołobrzeskiego Skansenu Morskiego. |

## Zagospodarowanie współczesne

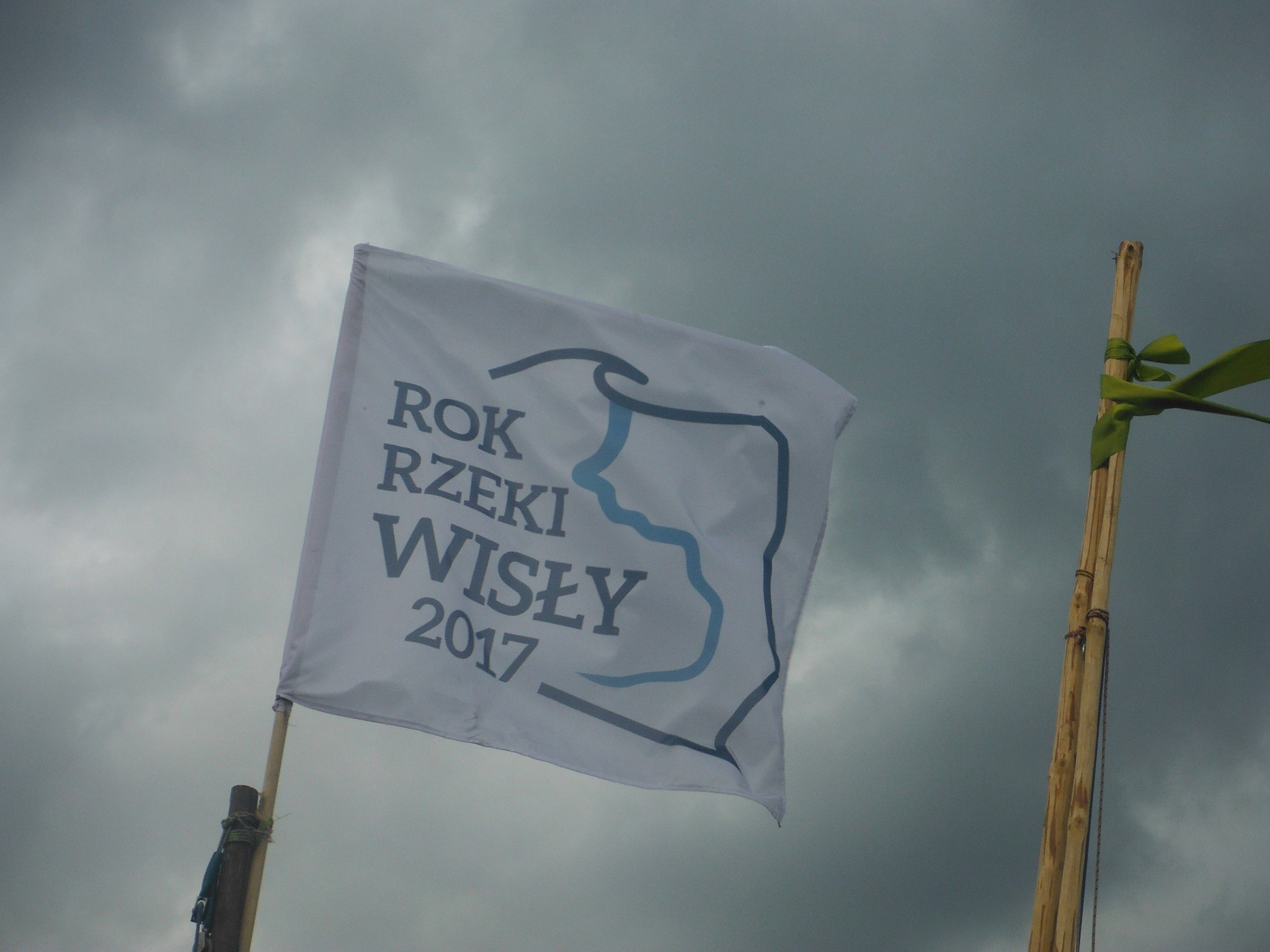
Flaga promująca Rok Rzeki Wisły (2017)

### Żegluga rzeczna
Korytem Wisły przebiega Droga Wodna Wisły (ujście Przemszy – Gdańsk / Zalew Wiślany), a w jej biegu m.in.:
- Droga Wodna Górnej Wisły (Oświęcim – Kraków)

Wisła jest połączona za pomocą rzek i kanałów z:
- Odrą – Kanałem Bydgoskim, Notecią i Wartą (Droga wodna Wisła-Odra)
- Niemnem – Kanałem Żerańskim, Narwią, Biebrzą, Kanałem Augustowskim i Czarną Hańczą
- Dnieprem – Kanałem Żerańskim, Bugiem, Kanałem Królewskim i Prypecią.

Zgodnie z Rozporządzeniem Rady Ministrów z 2002 r. ws. klasyfikacji śródlądowych dróg wodnych, Wisła ma następujące klasy żeglowne:
- Kl. IV – od ujścia rzeki Przemszy do połączenia z Kanałem Łączańskim,
- Kl. III – od ujścia Kanału Łączańskiego w miejscowości Skawina do stopnia wodnego Przewóz,
- Kl. Ib – od stopnia wodnego Przewóz do Płocka,
- Kl. Va – od Płocka do stopnia wodnego Włocławek,
- Kl. Ib – od stopnia wodnego Włocławek do ujścia rzeki Tążyny,
- Kl. II – od ujścia rzeki Tążyny do Tczewa,
- Kl. III – od Tczewa do granicy z morskimi wodami wewnętrznymi
- Kl. Va – Martwa Wisła od śluzy Przegalina do ujścia

Na odcinku od Połańca do Kozienic Wisła jest żeglowna tylko w teorii, gdyż w rzeczywistości są tam dwie przeszkody uniemożliwiające żeglugę, przy których nie ma śluz. Pierwszą jest próg piętrzący wodę dla chłodzenia elektrowni w Połańcu, mający postać gumowego rękawa przegradzającego rzekę: przy niskich stanach wody (które na Wiśle są regułą) jest on wypełniany wodą i działa jak zapora. Teoretycznie w przypadku przepływania tamtędy statku powinien być opuszczany, w praktyce się to nie zdarza, gdyż głębokości wypłyconej rzeki wykluczają żeglugę większych statków, a dla mniejszych jednostek elektrownie progu nie opuszcza. Drugim jest stalowy próg podpiętrzający wybudowany w Świerżu Górnym dla elektrowni Kozienice, drugiej wielkiej elektrowni nad Wisłą. Próg nazywany jest „tymczasowym”, ale w rzeczywistości nie jest planowana ani jego likwidacja, ani zastąpienie go inną konstrukcją. Wybudowany został mimo braku wymaganej decyzji środowiskowej i stanowi zagrożenie dla żeglugi, a odcinek Wisły obejmujący próg został oficjalnym komunikatem nawigacyjnym zamknięty dla żeglugi i stan ten trwa nieprzerwanie od roku 2018.
Z kolei odcinek poniżej stopnia wodnego Włocławek nie spełnia wymogów klasy żeglugowej Ib, którą teoretycznie ma, gdyż z powodu erozji dennej poziom Wisły poniżej śluzy Włocławek obniżył się na tyle, że dolny próg śluzy nie spełnia nawet wymogów klasy Ia (1,2 m głębokości). Przy niskiej rzędnej poniżej śluzy (która występuje przez większość sezonu nawigacyjnego) śluzowania są wstrzymane.

### Wisła w sieci międzynarodowych dróg wodnych

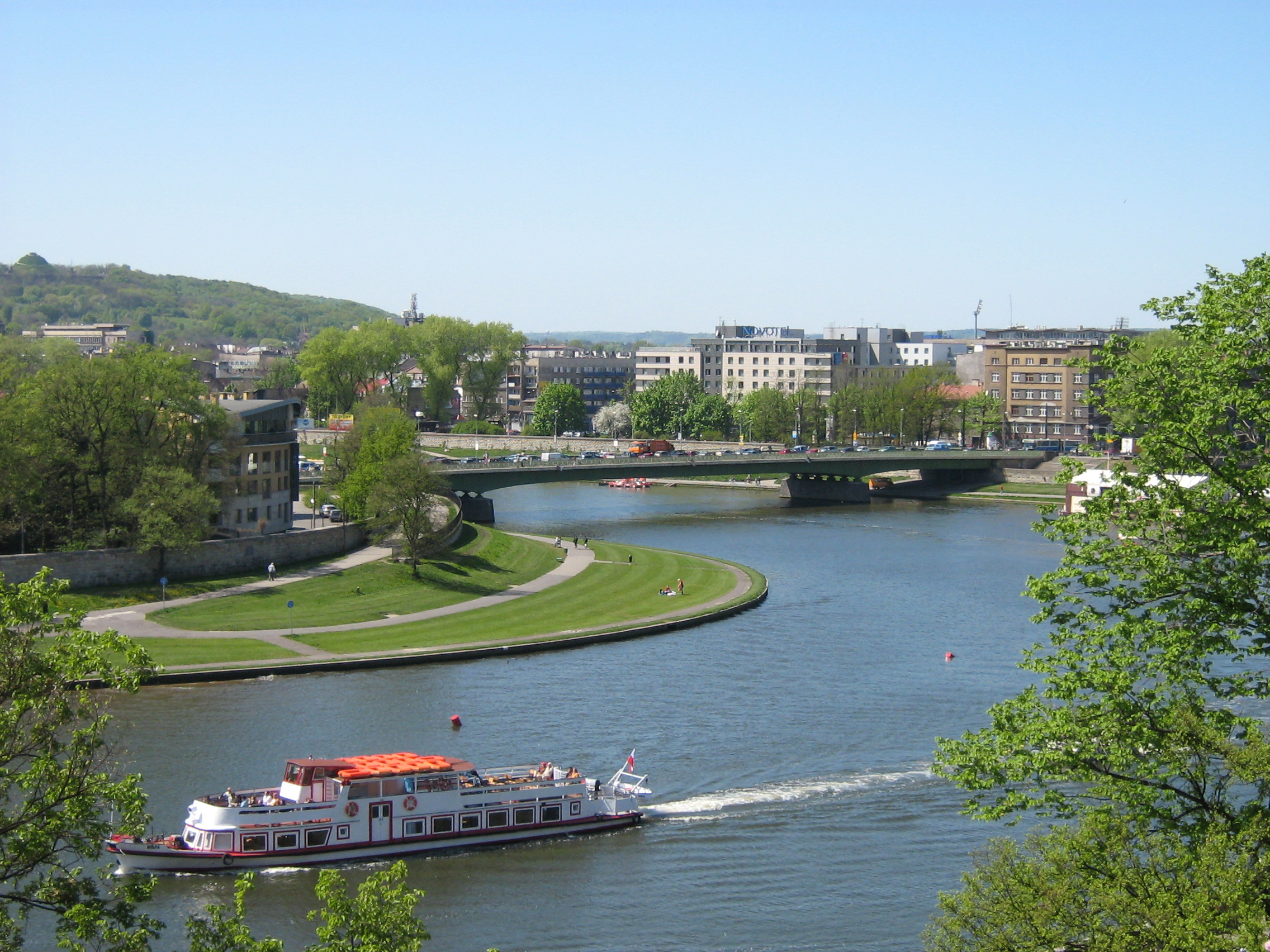
Statek na Wiśle w Krakowie

W 1996 roku w porozumieniu AGN (European Agreement on Main Inland Waterways of International Importance) ustalono sieć europejskiego systemu dróg wodnych. Fragmenty rzeki Wisły zaliczono do dwóch dróg wodnych międzynarodowego znaczenia:
- E40 – droga wodna łącząca Morze Bałtyckie z Morzem Czarnym. W Polsce przebiega na Wiśle od Gdańska do Warszawy, a dalej Narwią i Bugiem do Brześcia, gdzie łączy się z drogą wodną prowadzącą przez Polesie do Dniepru.
- E70 – europejski szlak wodny wschód-zachód łączący Antwerpię (Belgia, wybrzeże Morza Północnego) z Kłajpedą (Litwa, wybrzeże Bałtyku). Prowadzi poprzez Holandię, Niemcy, Polskę, Rosję do Litwy. W Polsce droga E70 przebiega na Wiśle na odcinku 114 km częściowo pokrywając się z drogą E40. Prowadzi od ujścia Brdy w Bydgoszczy do Malborka, a następnie Nogatem i Zalewem Wiślanym do granicy z Rosją.

Pomimo wpisania Wisły do umowy AGN jako drogi wodnej międzynarodowego znaczenia nie są wykonywane żadne działania mające na celu podniesienie najniższej I klasy drogi wodnej obowiązującej na większości długości rzeki – ponadto klasa I również nie jest zachowana, ze względu na brak wymaganych głębokości tranzytowych. Dodatkowo przegrodzenie rzeki jazem w Świerżu Górnym faktycznie zamknęło żeglugę między Sandomierzem a Warszawą.
Czynniki te sprawiają, że żegluga wiślana uprawiana jest wyłącznie w zakresie transportu urobku z dna rzeki, przewozu towarów ponadgabarytowych oraz turystyki.
Polska przystąpiła do Porozumienia AGN dopiero z dniem 15 lutego 2017.

### Zagospodarowanie turystyczne i inicjatywy społeczne
Od 2008 roku organizowane jest „Święto Wisły”, będące wodną imprezą na Wiśle, którego celem jest promocja wszelkich form aktywności wodnej. Podczas święta mają miejsce spływy kajakowe, krótkie rejsy po Wiśle, koncerty, wystawy, prezentacje, pokazy ratownictwa, gry i zabawy. Impreza organizowana jest przez Urząd Miasta Stołecznego Warszawy.
Oprócz warszawskiego Święta Wisły organizowane są także takie imprezy jak warszawskie Regaty o Puchar Dzielnicy Wisła, Dookoła Wody Festival w Sandomierzu, Flis Festiwal w Gassach, czy Festiwal Wisły w województwie kujawsko-pomorskim. Od kilkunastu lat odbywa się też coroczny Królewski Flis na Wiśle od ujścia Przemszy do Gdańska.
Z inicjatywy społecznego komitetu Sejm Rzeczypospolitej Polskiej ustanowił rok 2017, między innymi, Rokiem Rzeki Wisły. Od 2018 w Sandomierzu przyznawany jest Order Rzeki Wisły.
Na Wiśle organizowane są także pielgrzymki rzeczne – np. Pielgrzymka św. Zygmunta oraz pielgrzymka na Wzgórze Tumskie w Płocku do relikwii św. Barbary.

## Powodzie, susze i regulacja rzeki
Wody Wisły często wzbierają, powodując powodzie. W górnym biegu rzeki dzieje się tak zwykle w lipcu, pod wpływem obfitych opadów w górach, a w środkowym i dolnym biegu w marcu, pod wpływem roztopów wiosennych. Naturalny polder zalewowy na Nizinie Ciechocińskiej zalewany jest często dwukrotnie – wiosną i latem w rejonie Otłoczyna, gdzie znajduje się naturalny bród przez Wisłę (szlak bursztynowy).

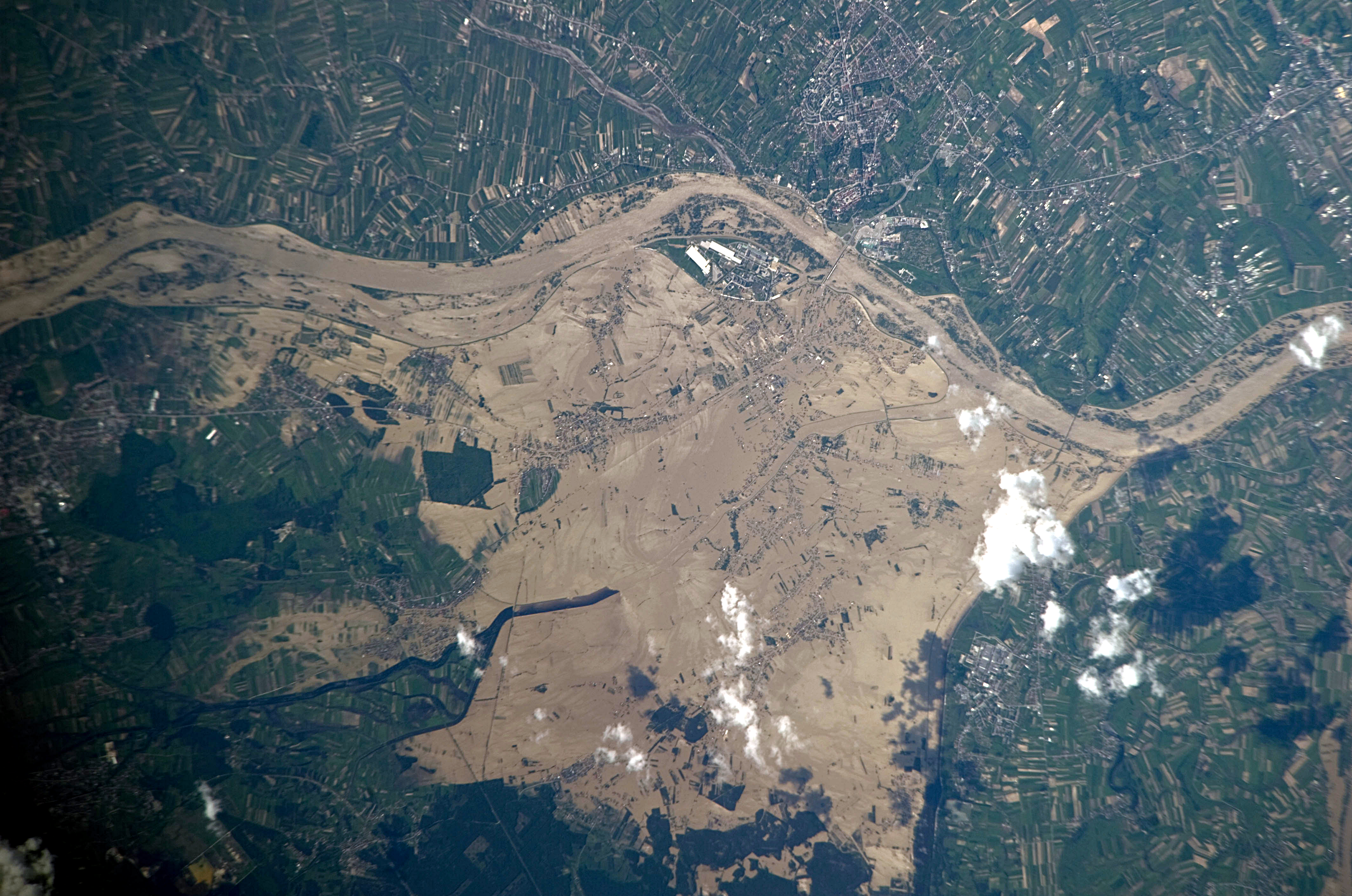
Powódź w Sandomierzu w 2010 roku

W historii dochodziło wielokrotnie do katastrofalnych powodzi, między innymi w latach: 1813, 1844, 1888, 1934, 1960, 1997, 2001, 2010. Aby im zapobiec, powstały zbiorniki retencyjne na dopływach w górnym biegu; na odcinku od ujścia Przemszy do Stopnia Wodnego Przewóz rzeka jest skanalizowana, na kilometrze 675 położona jest Elektrownia Wodna we Włocławku; planowany jest także stopień wodny w Siarzewie.

## Literatura tematu
- J. Litwin, J. Klim: Wisła w dziejach Polski. Przewodnik po wystawie. Muzeum Wisły w Tczewie. Gdańsk: Narodowe Muzeum Morskie w Gdańsku, 2023, ISBN 978-83-64150-52-4